# 桜道橋
桜道橋（さくらみちばし）は、神奈川県横浜市中区に架かる道路橋である。

## 歴史
1923年（大正12年）9月1日に発生した関東大震災の復興事業として、近接する山手隧道とともに建設され、1928年に完成した。山手の外国人地区にある都市基盤施設として、山手隧道とともに石張りの意匠で風格を持たせ、本牧方面から関内地区へのゲートの空間を形成した。
2004年度には横浜市認定歴史的建造物、2015年度には山手隧道、打越橋、西之橋、谷戸橋とともに「元町・山手地区の震災復興施設群」として土木学会選奨土木遺産に認定された。

## 桜道
桜道は、山手の丘陵地帯南側にあたる中区麦田町の山手公園入口交差点で本牧通りから東に分かれ、山手公園に沿い西に向きを変え、本牧通り南行きの第二山手隧道、北行きの山手隧道、JR根岸線を越えて地蔵坂上交差点で丘の上を走る山手本通りに接続する道路である。このうち、北行きの山手隧道を越える橋が桜道橋である。桜道の路面下には、明治10年代に設置された房州石造りの下水管が現在でも使われており、山手公園には近代下水道記念碑が残る。本道は麦田町から山手に登る一方通行路である。